# فرضية التغير

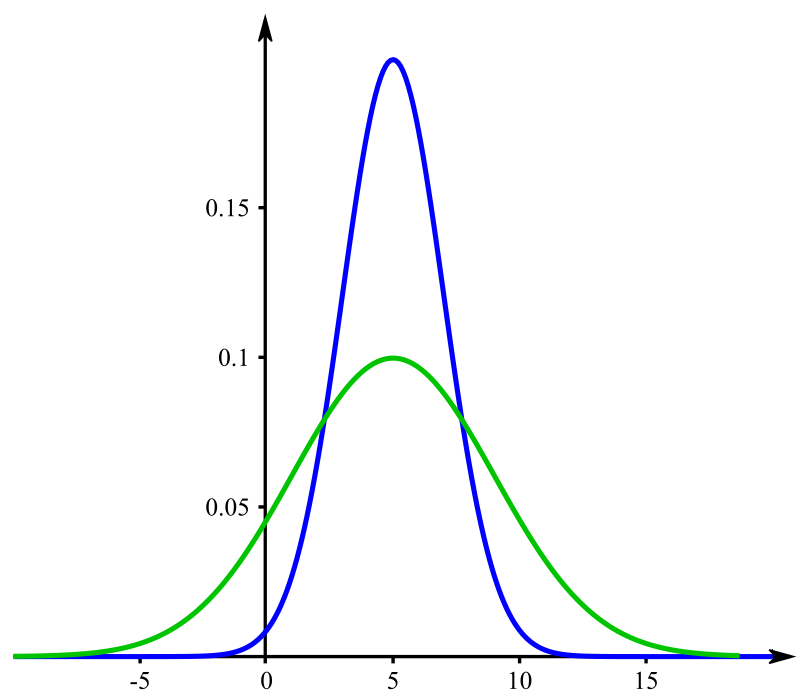

تنص فرضية التغير، والمعروفة أيضًا باسم فرضية التغير الأكبر للذكور، على أن الذكور يظهرون تغيرًا أكبر في السمات أكثر من الإناث. نُوقشت النظرية فيما يتعلق بالقدرة المعرفية، حيث لوحظ أن ذكور البشر أكثر عرضة للإناث لامتلاك الذكاء العالي جدًا أو المنخفض جدًا. نوقش الاختلاف بين الجنسين في تنوع الذكاء حتى منذ كتابات تشارلز داروين. توجد فروق التغير بين الجنسين في العديد من القدرات والصفات -بما في ذلك القدرات البدنية والنفسية والجينية. لا يوجد هذا التغير فقط لدى البشر، بل وفي أنواع أخرى مثنوية الشكل الجنسية.

## نبذة تاريخية
يمكن إرجاع فكرة التغير الأكبر للذكور -على الأقل فيما يتعلق بالخصائص الفيزيائية- إلى كتابات تشارلز داروين. لاحظ داروين عندما شرح نظريته حول الاصطفاء الجنسي في أصل الإنسان والاختيار فيما يتعلق بالجنس، أنه يميل الذكور في العديد من الأنواع، بما في ذلك البشر، إلى إظهار تغير أكبر من الإناث في السمات المختارة جنسياً:
«قد يُعدَّل الذكر بشكل رئيسي، مع استثناءات نادرة، في جميع أنحاء مملكة الحيوان، عندما يختلف الجنسان عن بعضهما البعض في المظهر الخارجي؛ تبقى الأنثى الأكثر شبابًا بالنسبة لأبناء جنسها، بل وتشبه أفراد المجموعة الآخرين». (صفحة 272، المجلد الأول، الفصل الثامن).
ولتوضيح هذا التنوع الكبير لذكور البشر، يستشهد داروين أيضًا ببعض الملاحظات التي أدلى بها معاصروه. سلط الضوء على سبيل المثال على النتائج التي توصلت إليها رحلة نوفارا 1861-1867 حيث «أُجري عدد كبير من القياسات لأجزاء مختلفة من الجسم في أعراق مختلفة، وقدم الرجال في كل حالة تقريبًا مجموعة أكبر من الاختلافات عن النساء» (صفحة 275). ساعدت الأدلة التي قدمها المجتمع الطبي في ذلك الوقت داروين ليستدل أيضًا على التغير البدني الأكبر للرجل، إذ أشارت هذه الأدلة إلى انتشار أكبر للتغيرات الجسدية غير الطبيعية بين الرجال أكثر من النساء.

على الرغم من أن داروين كان فضوليًا بشأن الاختلافات الناتجة عن التغير بين الجنسين في جميع أنحاء مملكة الحيوان، إلا أن التغير الحاصل لدى البشر لم يكن مصدر قلق رئيسي في بحثه. يُعد عالم الجنس هافلوك إليس، أول عالم يُجري تحقيقًا تجريبيًا مفصلًا حول مسألة الاختلافات الناتجة عن التغير بين الجنسين في كل من الكليات البدنية والعقلية. احتوى كتابه الرجل والمرأة لعام 1894: دراسة الشخصيات الجنسية البشرية، على فصل كامل للموضوع بعنوان «الميل المتغير للرجال». في هذا الفصل، يفترض أن « تُظهر كل من السمات الجسدية والعقلية للرجال حدودًا أوسع من التغير بشكل أكبر من السمات الجسدية والعقلية للمرأة» (صفحة 358). يوثق إليس العديد من الدراسات التي تدعم هذا التأكيد، و
«بحلول عام 1890، أُجريت العديد من الدراسات لإثبات أن التغير كان في الواقع أكثر صفة مميزة للذكور ... فضلت الأدلة الحيوية الذكور بشكل غالب بصفته الجنس الأكثر تغيرًا».